# شاكر الشجاع
شاكر الشجاع ، من مواليد 2 أغسطس 1972، لاعب نادي النصر السابق، خدم مع المنتخب السعودي لكرة القدم في بطولتي كأس الملك فهد سنة 1992م وكأس آسيا 1992.

## وصلة خارجية
- شاكر الشجاع على موقع الاتحاد الدولي (مؤرشف)  (الإنجليزية)
- شاكر الشجاع على موقع قاعدة بيانات كرة القدم.إي يو (الإنجليزية)
- شاكر الشجاع على موقع ناشيونال فوتبول تيمز (الإنجليزية)
- شاكر الشجاع على موقع عالم كرة القدم.نت (الإنجليزية)